# Bariumhydroxide
Bariumhydroxide is een bariumzout met als brutoformule Ba(OH)2. Een oplossing van deze stof in water wordt ook wel barietwater genoemd. In de meeste gevallen komt het als octahydraat voor.

## Synthese
Bariumhydroxide kan bereid worden door bariumoxide (BaO) met water te laten reageren.
{\displaystyle {\ce {BaO + 9H2O -> Ba(OH)2 . 8H2O}}}

## Toepassingen
Bariumhydroxide wordt onder andere gebruikt voor de titratie van een zwak zuur (voornamelijk organische zuren).